# Filipovka (křesťanství)
Filipovka nebo správněji Půst před svátkem Narození Páně je postní období před svátkem Narození Pána (Vánocemi) v byzantského ritu (v řeckokatolické a pravoslavné církvi). Začíná 15. listopadu a končí 24. prosince, trvá tedy 40 dní. Název „Filipovka“ získal proto, že začíná den po svátku sv. apoštola Filipa.
Toto postní období bylo zavedené, aby se věřící připravili na oslavu svátku Kristova narození a Bohozjevení. Usměrnění Filipovky bylo o mnoho shovívavější jako usměrnění pro období Velkého postu před Paschou (Velikonocemi). Na rozdíl od Velkého postu nemá půst před Narozením Páně vlastní liturgické předpisy ani aliturgické dny.
Obdoba v latinském ritu je Advent, který ale po reformě ztratil charakter postu a má trochu jiný obsah.